# الفرقة الحادية عشرة المحمولة جوا
الفرقة الحادية عشرة المحمولة جوا (بالإنجليزية:11th Airborne Division) ، هي فرقة عسكرية كانت تتبع للقوات الجوية الأمريكية ، بدأ تلك الوحدة العسكرية سنة 1943 خلال الحرب العالمية الثانية .

## وصلات خارجية
- Murray، Williamson. "Airborne Operations During World War II". World War II magazine. مؤرشف من الأصل في 2008-06-05. اطلع عليه بتاريخ 2008-04-28.

1. 1 2  John Ellis (1995)، World War II، ص. 116، OL:38631851M، QID:Q15053459